# Saghipa Balijewa

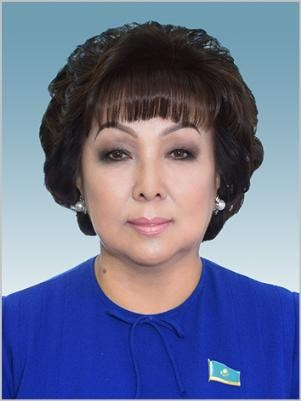
Saghipa Balijewa, 2020

Saghipa Jachijaqysy Balijewa (kasachisch Зағипа Яхияқызы Балиева, russisch Загипа Яхяновна Балиева Sagipa Jachjanowna Balijewa; * 3. Oktober 1958 in Dschalanasch, Oblast Alma-Ata, Kasachische SSR) ist eine kasachische Juristin und Politikerin.

## Leben
Saghipa Balijewa wurde 1958 im Dorf Dschalanasch (heute: Schalaghasch) im heutigen Audan Kegen im Gebiet Almaty geboren. Sie schloss 1981 ein Studium der Rechtswissenschaften an der Kasachischen Staatlichen Kirow-Universität ab.
Nach ihrem Studium arbeitete sie zunächst als Rechtsberaterin einer regionalen Bank in Dschambul. Zwischen 1986 und 1992 war sie in verschiedenen Positionen beim Exekutivkomitee der Stadt Alma-Ata tätig. Zwischen 1992 und 1994 leitete sie die Rechtsabteilung der Verwaltung des Leiters der Stadtverwaltung von Almaty. Anschließend war sie Mitglied des Obersten Rates der Republik Kasachstan, dem kasachischen Parlament. Hier war sie stellvertretende Vorsitzende des Komitees für Wirtschaftsreformen. Ab März 1995 war sie für die Zentrale Wahlkommission Kasachstans tätig und im Januar 1996 wurde sie zu deren Vorsitzender ernannt. Als Vorsitzende leitete sie die Wahlkommission insgesamt neun Jahre lang, bevor sie am 14. April 2005 zur Justizministerin Kasachstans und somit zum Mitglied der Regierung ernannt wurde. Diesen Posten bekleidete sie bis zum 3. April 2009. Danach wurde sie erneut Abgeordnete im kasachischen Parlament, der Mäschilis, wo sie Mitglied des Ausschusses für Gesetzgebung sowie Justiz- und Rechtsreform war. Am 25. März 2016 wurde sie zur Kommissarin für Kinderrechte ernannt.
Am 12. Juni 2018 wurde sie von ihrem Posten entlassen. Sie war dabei eine von mehreren Beamten, die nach einem Missbrauchsskandal, der für großes Aufsehen in Kasachstan sorgte, von ihren Ämtern entlassen wurden. Balijewa zog in den Wochen zuvor den Ärger der Öffentlichkeit auf sich, nachdem sie ein Missbrauchsopfer öffentlich der Presse präsentierte. Des Weiteren behauptete sie, sie sei dem Jungen mehr eine Mutter gewesen, als die Mutter selbst. Kritiker warfen ihr daraufhin in sozialen Medien Eigenprofilierung vor.
Seit 2021 ist sie Vizerektorin der Kasachischen Nationalen Agraruniversität.